# أراك دائري الأوراق
أراك دائري الأوراق (الاسم العلمي:Salvadora cyclophylla) هو نوع غير مؤكد من النباتات تتبع جنس الأراك من الفصيلة الأراكية                            .	